# Waldo Williams
Waldo Goronwy Williams, spesso chiamato semplicemente Waldo (Haverfordwest, 30 settembre 1904 – Haverfordwest, 20 maggio 1971), è stato un poeta britannico di lingua gallese.
Viene considerato uno dei più importanti poeti in lingua gallese del XX secolo.

## Biografia
Waldo nacque ad Haverfordwest nel Pembrokeshire. Il padre era preside di una locale scuola, e in famiglia si parlava inglese. Nel 1911 il padre venne trasferito a Mynachlog-ddu, città della stessa contea ma con parlanti prevalentemente di lingua gallese: qui Waldo imparò la lingua che diverrà la sua principale, come ricorda egli stesso nel poema Yr Iaith a Garaf (La lingua che amo).
Dal 1923 studiò inglese e storia all'Iniversity College of Wales di Aberystwyth, pubblicando diversi componimenti poetici sul giornale studentesco; dopo la laurea fece ritorno nel Pembrokeshire dove divenne insegnante. Ebbe in alcuni periodi problemi di salute mentale, e a questo oltreché alle sue posizioni pacifiste, imputò il fatto di non aver fatto carriera nell'insegnamento.
Fino al 1939 furono poche le poesie pubblicate: tra queste, alcuni componimenti apparsi sulla rivista Y Ford Gron, tra cui la lirica Cofio (Ricordo) che rimane tra le sue più celebri, e un libro di poesie per bambini (Cerddi'r Plant) scritto assieme a Ernest Llwyd Williams, il poema Y Tŵr a'r Graig (La torre e la rocca) composto contro la coscrizione obbligatoria.
L'inizio della seconda guerra mondiale segnò un punto di svolta anche nella produzione: il corposo numero di opere scritto tra il 1939 e il 1946 ha per tema il pacifismo e la fratellanza tra gli uomini. I componimenti più noti di questo periodo sono Daw'r Wennol yn ôl i'w nyth (La rondine tornerà al suo nido), Ar Weun Cas' Mael, Gŵyl Ddewi (Il giorno di San Davide) e Preseli (dal nome delle colline in Galles sulle quali l'Ufficio della Guerra avrebbe voluto realizzare un centro d'addestramento). Quegli stessi anni furono tuttavia travagliati a livello personale: nel 1942 fu processato perché obiettore di coscienza (fu esentato dal servizio militare a patto di continuare a svolgere l'attività di insegnante); nel 1943 la moglie Linda, sposata due anni prima, morì di tubercolosi.

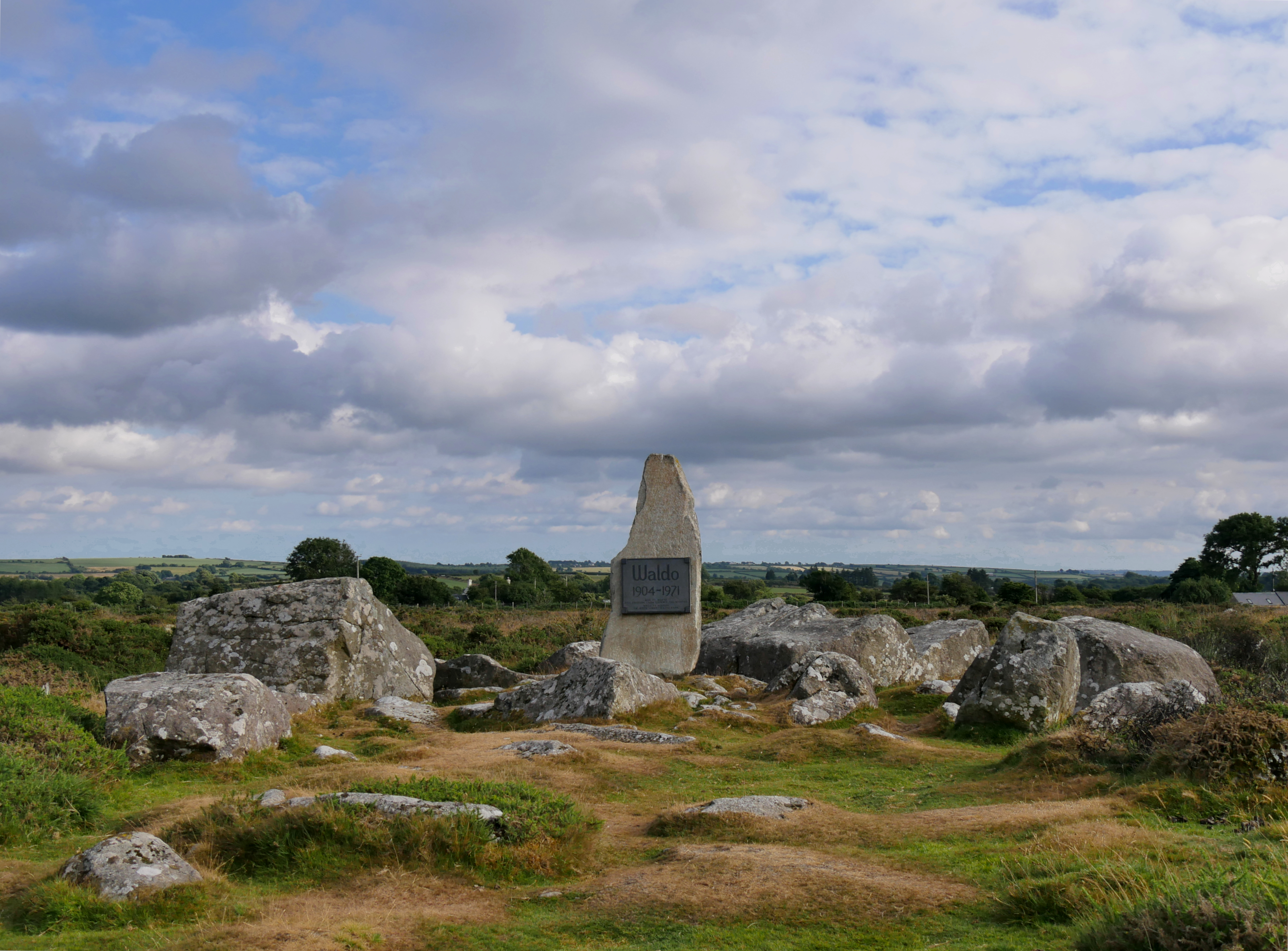
Il memoriale di Waldo Williams a Mynachlog-ddu

Nel 1953 lasciò l'originaria fede battista e aderì alla Società degli Amici. Tre anni più tardi uscì l'unica raccolta in volume delle sue poesie pubblicata mentre era in vita: Dail Pren (Le foglie dell'albero), raccolta che riflette la varietà della sua vita e delle sue opere.
Waldo è morto il 20 maggio 1971, mesi dopo essere stato colpito da un grave ictus.